# Amphientulus aestuarii
Amphientulus aestuarii är en urinsektsart som först beskrevs av Sören Ludvig Paul Tuxen 1967.  Amphientulus aestuarii ingår i släktet Amphientulus och familjen lönntrevfotingar. Inga underarter finns listade i Catalogue of Life.